# روبرت هايدن
روبرت هايدن (بالإنجليزية: Robert Hayden) (4 أغسطس 1913 - 25 فبراير 1980) كان شاعرًا وكاتبًا ومعلمًا أمريكيًا. تولى منصب مستشار مكتبة الكونغرس في أمور الشعر من عام 1976 إلى عام 1978، ويعرف المنصب اليوم باسم ملك شعراء الولايات المتحدة. كان هايدن أول كاتب أمريكي من أصل أفريقي يشغل هذا المنصب.

## سيرته
ولد روبرت هايدن باسم آسا بندي شيفي في ديترويت، ميشيغان، إلى روث وآسا شيفي، اللذين انفصلا قبل ولادته. تبنته أسرة بديلة بالجوار، سو إلين ويسترفيلد وويليام هايدن، ونشأ في غيتو (معزل) في ديترويت يدعى «براديس فالي». تسبب زواج هايدن المليء بالنزاعات على الدوام، إلى جانب منافسة روث شيفي على عواطف ابنها، في طفولة مؤلمة لهايدن. عاش هايدن في منزل مشحون بالغضب المستمر الذي بقيت آثاره معه طوال حياته، إذ شهد هايدن الشجارات وتعرض للضرب المتكرر. علاوة على ذلك، منعته مشاكله البصرية المزمنة من المشاركة في أنشطة مثل الرياضة التي يشارك فيها الجميع تقريبًا. أدت صدمة طفولته إلى تعرضه لنوبات منهكة من الاكتئاب أطلق عليها لاحقًا «ليالي روحي المظلمة».
تعرض هايدن كثيرًا للنبذ من زملائه بسبب قصر نظره وقوامه الهزيل. ردًا على ذلك، قرأ بنهم تطوير كل من الأذن والعين لإحداث تغيير في جودتهما في الأدب. التحق بكلية مدينة ديترويت التي سميت لاحقًا جامعة وين ستيت ودرس تخصص رئيسي لغة إسبانية فرعي لغة إنجليزية، ثم ترك في عام 1936 خلال أزمة الكساد الكبير، وكان ينقصه فصل واحد لإكمال دراسته. ذهب إلى العمل مع إدارة التقدم العامة في المشروع الفيدرالي للكتّاب، حيث بحث عن تاريخ السود والثقافة الشعبية.
ترك هايدن المشروع الفيدرالي للكتّاب في عام 1938. تزوج من إرما موريس في عام 1940 ونشر مجلده الأول بعنوان شكل قلب في الغبار (1940). التحق بجامعة ميشيغان في عام 1941 وفاز هناك بجائزة هوبوود. نشأ هايدن كمعمداني، وتبع زوجته إلى البهائية في أوائل الأربعينيات من القرن العشرين، وربى ابنته مايا على الدين. أصبح هايدن أحد أشهر الشعراء البهائيين. كانت زوجته إرما هايدن مؤلفةً وعازفة بيانو، وعملت مشرفة على الموسيقى في مدارس ناشفيل الحكومية.
أثناء سعي هايدن للحصول على درجة الماجستير، درس على يد ويستن هيو أودن الذي وجه انتباهه إلى قضايا الشكل الشعري والأسلوب والانضباط الفني. يظهر تأثير أودن في «الجوهر الفني لأشعار هايدن». بعد إنهاء هايدن دراسته في عام 1942، عمل مدرسًا لعدة سنوات في ميشيغان، ثم ذهب إلى جامعة فيسك في عام 1946، حيث بقي لمدة 23 عامًا، ثم عاد إلى ميشيغان في عام 1969 لإكمال عمله في التدريس.

لم يكن بوسع هايدن قطُ أن يتبنى النزعة الانفصالية السوداء، باعتباره داعمًا لتعاليم دينه في وحدة الإنسانية في البهائية. لذلك تنتهي قصيدته التي بعنوان كلمات في زمن الحداد بنداء مثير باسم البشرية جمعاء:
استرد الآن، الآن جدد الرؤية
لعالم إنساني حيث التقوى
ممكنة والرجل
ليس آسيويًا (جوك) أو زنجيًا أو هونكيًا أو أجنبيًا أو يهوديًا
فقط رجل

مسموح له أن يكون رجلًا
توفي هايدن في آن آربر بولاية ميشيغان في 25 فبراير عام 1980، عن عمر يناهز السادسة والستين.
في عام 2012، أصدرت الخدمة البريدية للولايات المتحدة لوحة من الطوابع تضم عشرة من كبار الشعراء الأمريكيين في القرن العشرين، بمن فيهم هايدن.

## وصلات خارجية
- روبرت هايدن على موقع الموسوعة البريطانية (الإنجليزية)
- روبرت هايدن على موقع ميوزك برينز (الإنجليزية)
- روبرت هايدن على موقع إن إن دي بي (الإنجليزية)
- روبرت هايدن على موقع ديسكوغز (الإنجليزية)